# Exudado
Un exudado es un fluido liberado por un organismo a través de los poros o de una herida, proceso conocido como exudación. El término «exudar», se deriva del latín exsūdāre, que significa sudar (ex- 'salir' y sūdāre 'sudar').

## Medicina

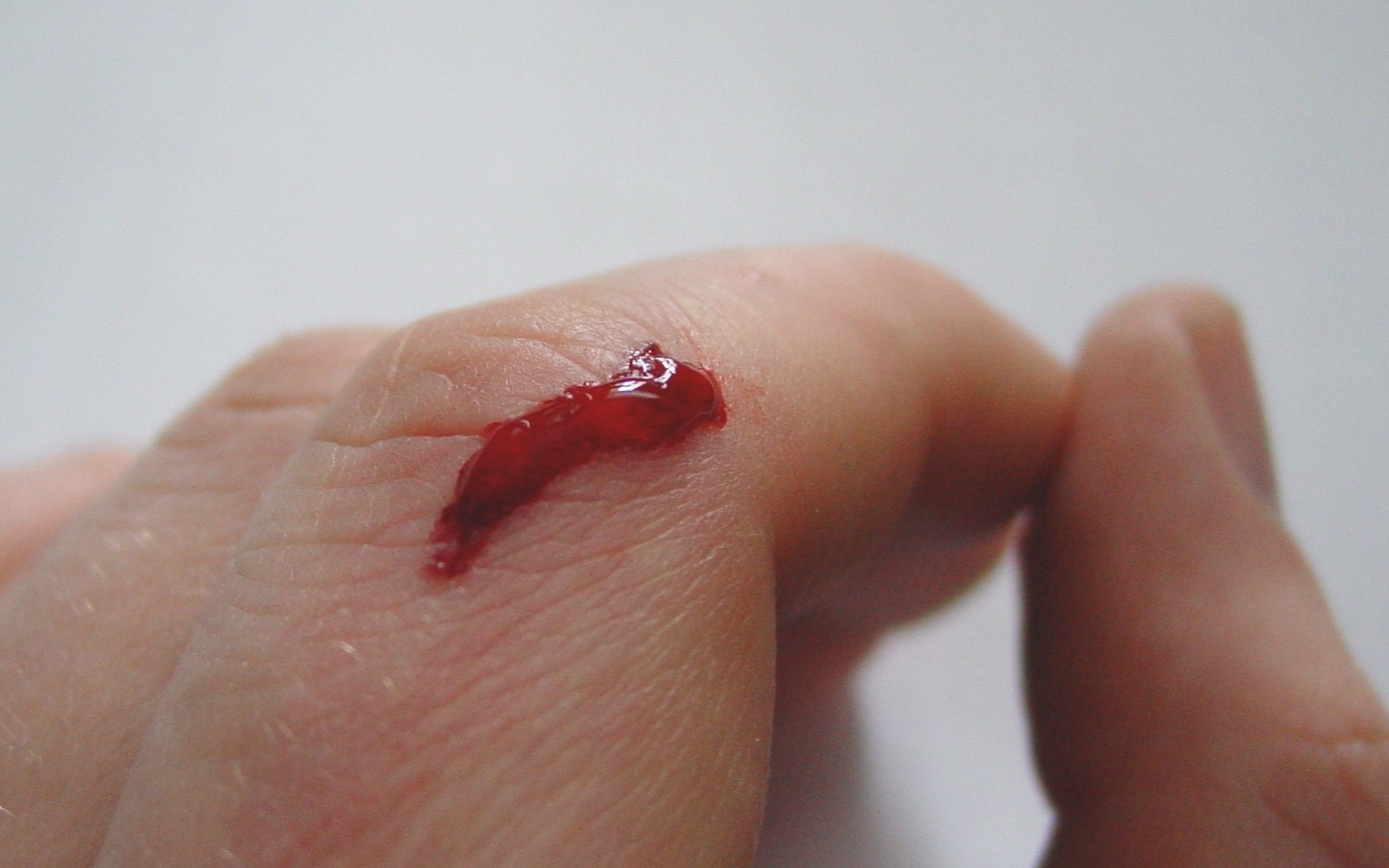
Exudado de una herida en un dedo humano.

Un exudado es cualquier fluido que se filtra desde el sistema circulatorio hacia las lesiones o zonas de inflamación. Puede ser un líquido similar al pus o transparente. Cuando se produce una lesión que deja la piel al descubierto, se filtra desde los vasos sanguíneos a los tejidos cercanos. El líquido se compone de suero, fibrina y leucocitos. El exudado puede rezumar de cortes o de zonas infectadas o inflamadas.

### Tipos
- Exudado purulento o supurativo: consiste en plasma con neutrófilos activos y muertos, fibrinógeno y células parenquimatosas necróticas. Este tipo de exudado corresponde a las infecciones más graves y suele denominarse pus.

- Exudado fibrinoso: se compone principalmente de fibrinógeno y fibrina. Es característico de la carditis reumática, pero se observa en todas las lesiones graves, como la faringitis estreptocócica y la neumonía bacteriana. La inflamación fibrinosa suele ser difícil de resolver debido a que los vasos sanguíneos crecen en el exudado y llenan el espacio que ocupaba la fibrina. A menudo son necesarias grandes cantidades de antibióticos para su resolución.
- Exudado faríngeo: se observa en la nariz y la garganta y se caracteriza por un alto contenido de mucosidad.
- Exudado seroso (a veces clasificado como transudado seroso): suele observarse en inflamaciones leves, con un contenido relativamente bajo de proteínas. Su consistencia se asemeja a la del suero y suele observarse en ciertos estados patológicos como la tuberculosis.
- Derrame pleural maligno (o canceroso): es un derrame en el que hay células cancerosas.[4] Suele clasificarse como exudado.

## Exudados vegetales

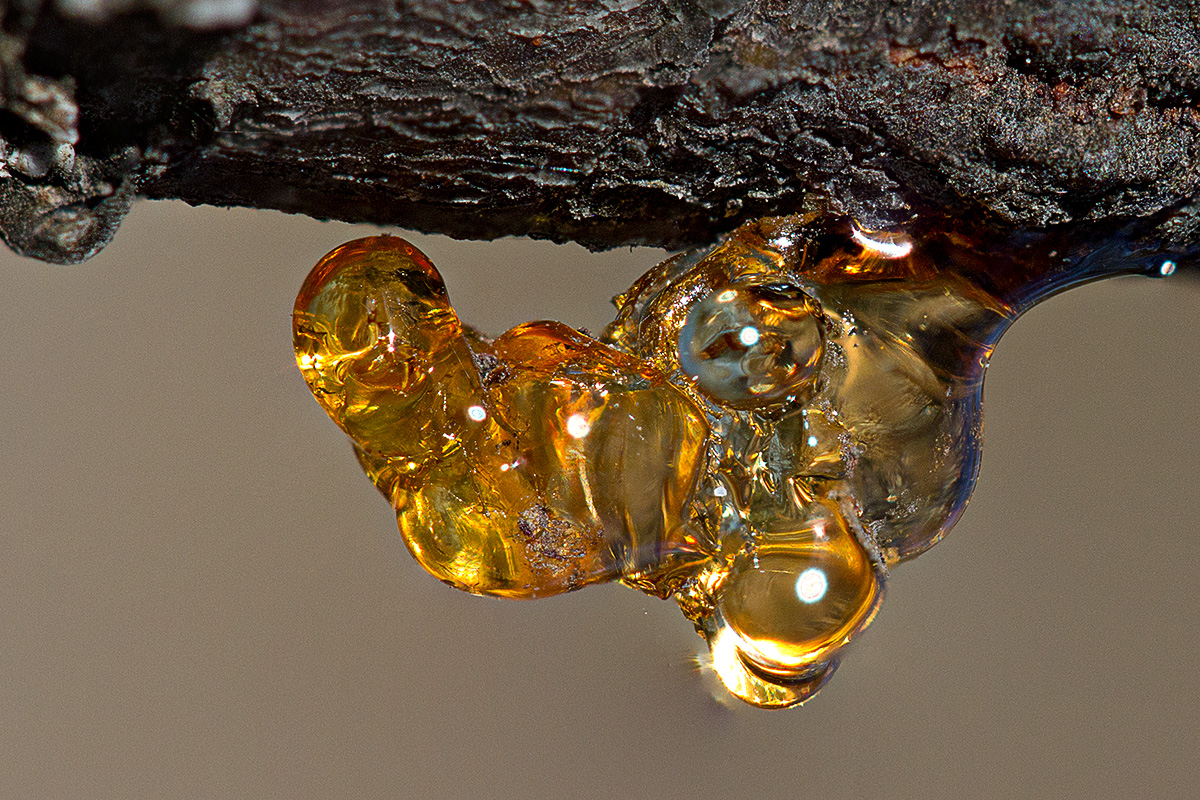
La resina de los árboles es un tipo de exudado vegetal.

Los exudados de las plantas incluyen las savias, las gomas, el látex y la resina. A veces, el néctar se considera un exudado. Las semillas de las plantas exudan una variedad de moléculas en la espermósfera, y las raíces exudan en la rizosfera, estos exudados incluyen ácidos, azúcares, polisacáridos y ectoenzimas; esto puede suponer el 40 % del carbono de la raíz. La exudación de estos compuestos aporta diversos beneficios a la planta y a los microorganismos de la rizosfera.